# Atari Force
Atari Force är en amerikansk tecknad science fictionserie, utgiven av DC Comics på 1980-talet.
Serien följde ursprungligen med de fem Atari 2600-spelen Berzerk, Defender, Galaxian, Phoenix och Star Raiders, vilka de var ämnade att höra ihop med berättelsemässigt.
Så småningom gavs serien ut i form av en vanlig serietidning, i totalt 20 nummer, som fanns till allmän försäljning och ett specialnummer, Liberator, som följde med nummer 27 av serietidningen Teen Titans.
Gerry Conway och Roy Thomas skrev berättelserna till Atari Force medan Ross Andru, Gil Kane och Dick Giordano tecknade dem.
De allmänna serietidningsäventyren, som publicerades under namnen Styrka Atari respektive Styrke Atari i de svenska och norska varianterna av serietidningen Gigant under 1980-talet, tecknades av Jose Luis Garcia-Lopez.